# Novgorodskij municipal'nij rajon
Il Novgorodskij municipal'nij rajon (in russo Новгородский муниципальный район?) è un distretto municipale dell'Oblast' di Novgorod, nella Russia europea; il capoluogo è Velikij Novgorod. Istituito il 1º agosto 1927 ha una popolazione di circa 57.000 abitanti.